# Torneo de Seúl 2023
El Korea Open 2023 fue un torneo de tenis profesional jugado en canchas duras bajo techo. Se trató de la 19ª edición del torneo, perteneció a la WTA Tour 2023 en la categoría WTA 250. Se llevó a cabo en Seúl, Corea del Sur, entre el 9 de octubre al 15 de octubre.

## Distribución de puntos
| Modalidad           | Campeona | Finalista | Semifinales | Cuartos de final | 2.ª ronda | 1.ª ronda | Clasificadas | 2.ª ronda de clasificación | 1.ª ronda de clasificación |
| Individual femenino | 280      | 180       | 110         | 60               | 30        | 1         | 18           | 12                         | 1                          |
| Dobles femenino     | 280      | 180       | 110         | 60               | 1         | -         | -            | -                          | -                          |

## Cabezas de serie

### Individuales femenino
| Tenista               | Ranking | Preclasificada |
| Jessica Pegula        | 4       | 1              |
| Jeļena Ostapenko      | 17      | 2              |
| Ekaterina Alexandrova | 20      | 3              |
| Marie Bouzková        | 30      | 4              |
| Sofia Kenin           | 31      | 5              |
| Alycia Parks          | 43      | 6              |
| Arantxa Rus           | 51      | 7              |
| Katie Boulter         | 56      | 8              |

- Ranking del 2 de octubre de 2023.

### Dobles femenino
| Tenista                              | Ranking | Preclasificada |
| Eri Hozumi Makoto Ninomiya           | 103     | 1              |
| Marie Bouzková Bethanie Mattek-Sands | 109     | 2              |
| Irina Khromacheva Fang-hsien Wu      | 123     | 3              |
| Sabrina Santamaria Yana Sizikova     | 133     | 4              |

## Campeonas

### Individual femenino
Jessica Pegula venció a  Yue Yuan por 6-2, 6-3

### Dobles femenino
Marie Bouzková /  Bethanie Mattek-Sands vencieron a  Luksika Kumkhum /  Peangtarn Plipuech por 6-2, 6-1